# گروه مطالعات صلح‌شناسی دانشگاه برادفورد
گروه مطالعات صلح‌شناسی یک دپارتمان دانشگاهی است که در سال ۱۹۷۳ در دانشگاه برادفورد در برادفورد ، بریتانیا تأسیس شد. این گروه اولین دپارتمان مطالعات صلح‌شناسی بود که در دانشگاه‌های بریتانیایی تأسیس شد و تا سال ۲۰۱۸ گفته می‌شد که بزرگترین مرکز تحقیقاتی دانشگاهی جهان برای مطالعه صلح و درگیری است.   فعالیت‌های این مرکز شامل مطالعات فرآیندهای صلح ، روابط بین‌الملل، مطالعات امنیتی، حل منازعات، توسعه و آموزش در این زمینه‌ها می‌شود.

## تاریخچه
ایده ایجاد دانشکده مطالعات صلح‌شناسی مربوط به سال ۱۹۶۴، دو سال قبل از تأسیس دانشگاه برادفورد بود. تد ادواردز و رابرت مک‌کینلی، معاون اول رئیس دانشگاه و معاون رئیس دانشگاه، هنگامی که در حال تدوین اساسنامه بودند، توافق کردند که در صورت به وجود آمدن فرصت، چنین دانشکده‌ای را تأسیس کنند. بعدها در دهه ۱۹۶۰، انجمن دوستان با تعدادی از دانشگاه‌ها با ایده‌های مشابه تماس گرفت و برادفورد تنها دانشگاهی بود که آماده تأمین مالی چنین ابتکاری شد. با گذشت ۱۰ هفته از آغاز فراخوان عمومی در سال ۱۹۷۱، مبلغ ۷۵۰۰۰ پوند مورد نیاز برای تأسیس این مرکز جمع‌آوری شد که از سوی چهره‌های سرشناسی چون هارولد ویلسون ، جی.بی. پریستلی ، یهودی منوهین و بنجامین بریتن تأمین شد. دانشگاه نیز بودجه لازم را اختصاص داد. 
اولین گروه از دانشجویان کارشناسی ارشد در سال ۱۹۷۴ به این دانشکده پیوستند. 
در طول دهه ۱۹۸۰، برخی از سیاستمداران حزب محافظه‌کار این سوال را طرح کردند که آیا مطالعات صلح یک موضوع دانشگاهی مناسب است یا خیر و گروه مطالعات صلح‌شناسی را پوششی برای کمپین خلع سلاح هسته‌ای دانستند. گزارش شد که مارگارت تاچر پرسیده است: «آیا تاکنون به مشکل مربوط به صلح‌شناسی رسیدگی شده است؟» و پیتر سوینرتون-دایر ، رئیس کمیته کمک‌های مالی دانشگاه (UGC)، وظیفه بررسی این دپارتمان را بر عهده گرفت. UGC به این دپارتمان «گواهی سلامت» داد. 

## فارغ التحصیلان و دانشجویان برجسته
- صائب عریقات, سیاستمدار و دیپلمات فلسطینی [۳]
- صادق زیباکلام (دکترا ۱۹۸۹)، استاد دانشگاه، نویسنده و تحلیلگر سیاسی ایرانی.

## اعضای هیئت علمی سابق و فعلی
- هاله افشار
- یوری دیویس

## جام تولستوی
جام تولستوی یک مسابقه فوتبال سالانه است که از سال ۱۹۹۵ بین دانشجویان گروه مطالعات صلح دانشگاه برادفورد و گروه مطالعات جنگ‌شناسی کالج کینگ لندن برگزار می‌شود. رقابت بین «مطالعات صلح» و «مطالعات جنگ» در فهرست «رقابت‌های بزرگ ورزشی دانشگاهی» فایننشال تایمز قرار گرفته است.  این مسابقه به نام جنگ و صلح ، رمانی که در سال ۱۸۶۹ توسط نویسنده روسی لئو تولستوی نوشته شده است، نامگذاری شده است. «جام» یک نسخه قاب شده از کتاب است. این جام توسط بخش برندگان فعلی نگهداری می‌شود.